# Хајтербах
Хајтербах (њем. Haiterbach) град је у њемачкој савезној држави Баден-Виртемберг. Једно је од 25 општинских средишта округа Калв. Према процјени из 2010. у граду је живјело 5.675 становника. Посједује регионалну шифру (AGS) 8235032.

## Географски и демографски подаци
Хајтербах се налази у савезној држави Баден-Виртемберг у округу Калв. Град се налази на надморској висини од 506 метара. Површина општине износи 28,9 km². У самом граду је, према процјени из 2010. године, живјело 5.675 становника. Просјечна густина становништва износи 196 становника/km².

## Међународна сарадња
| Мјесто | Држава   | Врста сарадње | Од    |
| ------ | -------- | ------------- | ----- |
| Метниц | Аустрија | партнерство   | 1967. |
| Извор  |          |               |       |